# Rasmus Guldhammer
Rasmus Poulsen Guldhammer (Vejle, 9 marzo 1989) è un ex ciclista su strada danese.

## Palmarès

### Strada
- 2007 (Juniores, quattro vittorie)

2ª tappa Drei Etappen Rundfahrt Frankfurt (Francoforte sul Meno > Friedberg)
Classifica generale Drei Etappen Rundfahrt Frankfurt
Campionati danesi, Prova in linea Junior
Trofee der Vlaamse Ardennen
- 2009 (Team Capinordic, quattro vittorie)

1ª tappa Grand Prix du Portugal (Penafiel > Paredes)
2ª tappa Grand Prix du Portugal (Castelo de Paiva > Paços de Ferreira)
Liegi-Bastogne-Liegi Under-23
Campionati danesi, Prova in linea Under-23
- 2011 (Concordia Forsikring-Himmerland, una vittoria)

2ª tappa - parte B Triptyque des Monts et Châteaux (Estaimpuis > Mont-de-l'Enclus)
- 2014 (Team Trefor-Blue Water, tre vittorie)

4ª tappa Tour du Loir-et-Cher (Angé > Angé)
5ª tappa Tour du Loir-et-Cher (Blois > Blois)
Hadeland Grand Prix
- 2017 (Team VéloCONCEPT, quattro vittorie)

2ª tappa Circuit des Ardennes (Rochehaut > Rochehaut)
Hadeland Grand Prix
Ringerike Grand Prix
2ª tappa Kreiz Breizh Elites (Guingamp > Rostrenen)

### Altri successi
- 2006 (Juniores)

Campionati danesi, Cronosquadre (con Morten Birck Reckweg e Ricky Enø Jørgensen)
- 2007 (Juniores)

Campionati danesi, Cronosquadre (con Christopher Juul Jensen e Ricky Enø Jørgensen)
- 2009 (Team Capinordic)

Campionati danesi, Cronosquadre (con Thomas Guldhammer, Jens-Erik Madsen, Troels Rønning Vinther, Jonas Aaen Jørgensen e Daniel Kreutzfeldt)
- 2010 (Team HTC–Columbia)

Classifica giovani Post Danmark Rundt

## Piazzamenti

### Classiche monumento
- Liegi-Bastogne-Liegi

2010: ritirato
2015: 88º

### Competizioni mondiali
- Campionati del mondo su strada

Aguascalientes 2007 - In linea Junior: 68º
Varese 2008 - In linea Under-23: 12º
Mendrisio 2009 - In linea Under-23: ritirato
Copenaghen 2011 - In linea Under-23: 22º
Richmond 2015 - In linea Elite: ritirato

### Competizioni europee
- Campionati europei su strada

Valkenburg 2006 - In linea Junior: 63º
Hooglede 2009 - In linea Under-23: 37º